# Плане (Долина Аосте)
Плане је насеље у Италији у округу Долина Аосте, региону Долина Аосте.
Према процени из 2011. у насељу је живело 55 становника. Насеље се налази на надморској висини од 713 м.